# MSC Dubai VII
La MSC Dubai VII è una nave portacontainer battente bandiera del Portogallo. La nave è gestita da Mediterranean Shipping Company (MSC).

## Caratteristiche
La MSC Dubai VII è una nave portacontainer Post-Panamax di tipo Imabari 6350, con una stazza lorda di 71.867 tsl e con una capacità di 6.350 TEU. Fu costruita nel 2007, presso il cantiere navale Koyo Dockyard Co. Ltd a Mihara (Giappone), con il nome di APL Austria (di proprietà di Marugame Kisen Kaisha e gestita da American President Lines, APL).

## Incendio del 2017
Il 13 febbraio 2017, l'APL Austria si incendiò al largo della costa sudafricana, 20 chilometri a sud del Capo San Francesco. La nave era in viaggio dai porti europei ai porti asiatici con 8 235 container quando scoppiò un incendio nella stiva centrale della nave. Quattro membri dell'equipaggio furono evacuati dalla nave, mentre uno subì un infortunio alla gamba e venne curato a terra. L'incendio impiegò più di tre giorni per essere messo sotto controllo e provocò un allagamento di più di 12 m della stiva numero 4. Successivamente venne riparata e rimessa in servizio.